# Mustela lutreola biedermanni
Mustela lutreola biedermanni es una subespecie de  mamíferos carnívoros  de la familia Mustelidae subfamilia Mustelinae.

## Distribución geográfica
Se encuentra en Francia.